# ویلارد لوئیس
ویلارد لوئیس (انگلیسی: Willard Louis؛ ‏ ۱۹ آوریل ۱۸۸۲ – ۲۲ ژوئیهٔ ۱۹۲۶) بازیگر اهل ایالات متحده آمریکا بود.

## گزیدهٔ فیلم‌شناسی
- کوچه هوگان
- سی روز
- خیال‌های واهی
- پسرهای مامان
- شوالیه‌های رؤیایی
- منحرف‌شده
- قهرمانان
- خاله بیل
- دلیران
- دیگر هرگز
- دل‌های مشتاق، سگ‌های دریایی
- دسیسه‌گران
- یک بام و دو هوا نمیشه
- سگ‌های انسان‌نما
- خدمتکار سفارشی
- تعطیلات آنها
- جسارت و بنزین
- کشمکش چندجانبه
- رابین‌هود
- سرناد
- یکی هم زیادی است
- یک رویداد چسبناک
- یک زایمان خاص
- سواری لذت‌بخش هوایی
- تعداد ناکافی پلیس
- هالو و دانشجوهای سال دوم
- نجات‌غریق‌ها
- نامه غیرقابل تحویل
- بچه بیچاره
- روزهای مدرسه پسرک
- خیاط نابکار
- چه کار آسانی
- شاید تو باشی
- اسپاگتی با مد روز
- همسران
- خوشامدگویی به عمه
- عشق و وظیفه
- بسته گران‌بها
- اصل و نسب اشرافی
- اصلاح‌طلبان
- بازگشت به مزرعه
- درِ باغِ سبز
- سرگردان
- آپارتمان‌های قاتی پاتی
- ماه عسل آنها
- آب‌درمانی
- زمان خانه‌تکانی
- دیدار پُرهزینه
- کلاه جن‌زده
- و همین لباس زیباست
- فرزند مادر
- ماجراهای مدرسه